# Lorenzo Costa el Viejo

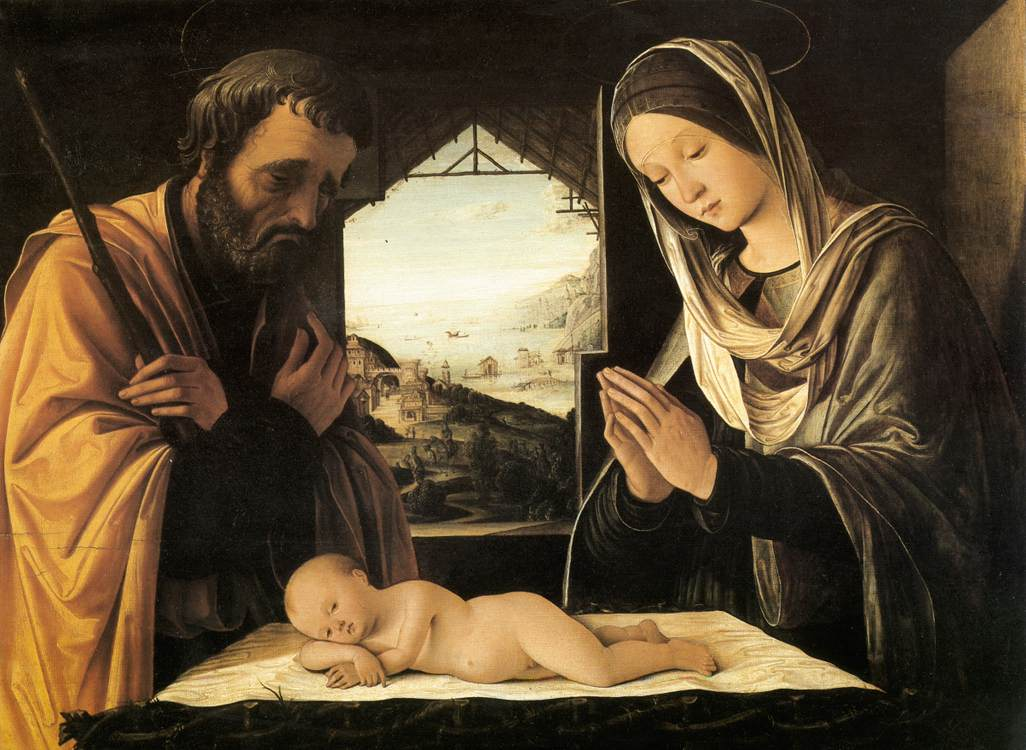
Sagrada Familia, circa 1490, Musée des Beaux-Arts, Lyon.

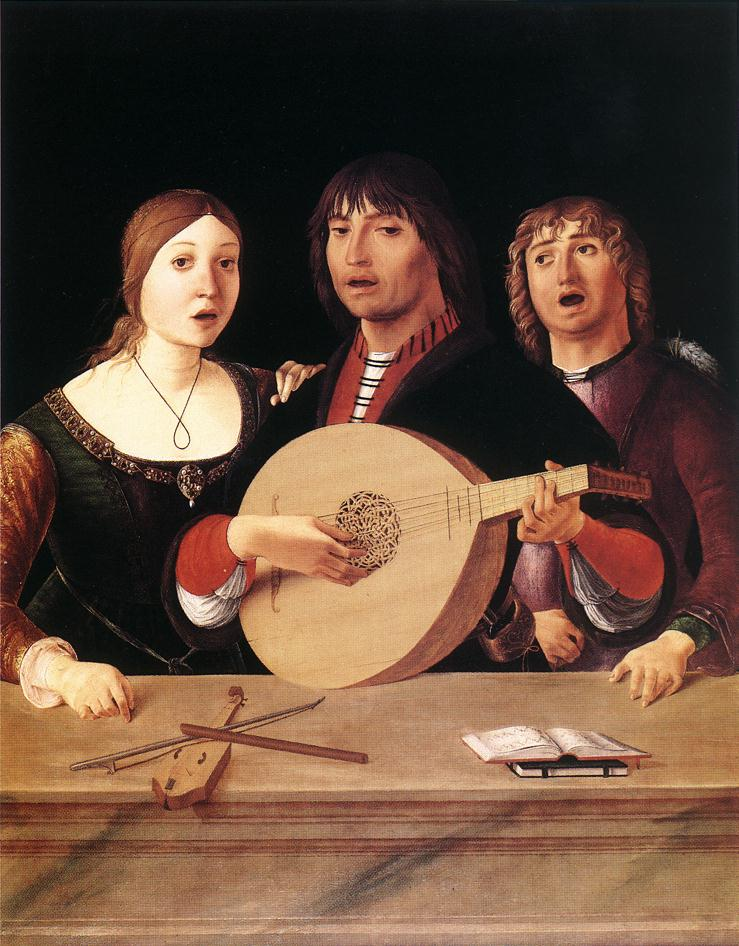
El Concierto, circa 1490, National Gallery, Londres.

Lorenzo di Ottavio Costa (Ferrara, 1460 - Mantua, 5 de marzo de 1535) fue un pintor renacentista italiano. Aunque nació en Ferrara, su actividad artística la desarrolló en la ciudad de Bolonia.

## Biografía
Fue hijo de un ignoto pintor, Giovanni Battista Costa, aunque parece que recibió su primera formación como artista en el taller de Ercole de' Roberti. A comienzos de la década de 1480 Costa se trasladó a Bolonia, donde se convirtió en el pintor predilecto del señor de la ciudad, Giovanni II Bentivoglio. Gracias a su protección, el joven artista consiguió importantes encargos en diversas iglesias boloñesas.
La primera fase de su carrera está apenas documentada, y solo en el siglo XX han sido identificadas varias de sus obras de juventud. Su primera obra documentada es la Virgen con el Niño adorada por la familia de Giovanni Bentivoglio (San Giacomo Maggiore, 1488), además de varias series de frescos realizados en la Capilla Bentivoglio de la misma iglesia. En ellos se observa todavía una fuerte influencia del estilo de su maestro Roberti, junto a un creciente interés por la antigüedad clásica.
Con el tiempo Costa aceptó cierta influencia en su estilo de pintores toscanos y umbríos tales como Filippino Lippi y Perugino, como se puede observar en obras como su Virgen entronizada con santos, realizada para la familia Ghedini en la iglesia de San Giovanni in Monte (1497). En 1499 está documentado su retorno a Ferrara para realizar las decoraciones del coro de la catedral.
A la caída de los Bentivoglio en Bolonia (1506), Costa tiene que emigrar a Mantua, donde sucede al recién fallecido Andrea Mantegna como pintor de la corte de los Gonzaga. Aquí también acometerá grandes proyectos como la decoración del Palazzo di San Sebastiano (1507-1512, destruido en el siglo XVII) junto a Francesco Bonsignori. De esta época también nos han quedado gran cantidad de retratos cortesanos y alegóricos, en los que alcanzó gran maestría.
Costa siguió trabajando hasta su muerte en Mantua para los marqueses Francisco II y Federico II Gonzaga.
Sus hijos, Ippolito Costa y Girolamo Costa, también fueron pintores, así como el hijo de Girolamo, Lorenzo Costa el Joven (1537 - 1583).
Fue gran amigo de su colega Francesco Francia, que recibió una gran influencia en su estilo de Costa. Alumnos y colaboradores suyos fueron Cosimo Tura, Dosso Dossi, Ludovico Mazzolino y Niccolò Pisano (1470 - 1538).

## Obras destacadas
- Concierto (1485-1495, National Gallery, Londres)
- Pala Bentivoglio (1488, San Giacomo Maggiore, Bolonia)
- San Sebastian (1490-1491, Uffizi, Florencia)
- San Petronio (1490, San Giacomo Maggiore, Bolonia)
- Virgen con santos (1492, Basílica de San Petronio, Bolonia)
- El Argo (1500-1530, Museo Cívico, Padua)
- Coronación de la Virgen (1501, San Giovanni in Monte, Bolonia)
- Esponsales de la Virgen (1505, Pinacoteca Nazionale, Bolonia)
- Il regno di Amore (corte d'Isabella d'Este) (posterior a 1505, para el Studiolo de Isabel de Este; ahora en Louvre, París)
- El reino de Como (1511, también para el Studiolo de Isabel de Este; ahora en el Louvre, París)
- Retrato de dama (Hampton Court, Londres)
- El reino de las Musas (Louvre, París)
- San Sebastián (Pinacoteca de Dresde)
- Adoración de los Reyes Magos (Pinacoteca de Brera, Milán)
- Retrato de Federico Gonzaga (Colección Aldrigen, Teplice).